# パンガシナン州
パンガシナン州（パンガシナンしゅう、Province of Pangasinan）は、フィリピン北部ルソン島にある州で、イロコス地方（Ilocos Region, Region I）に属している。州都はリンガエンである。面積5,368.2km2、人口2,956,726人（2015年、国内第1位）。

## 歴史

### 米比戦争
1899年11月11日、サン・ハシントの戦い。

### 第二次世界大戦
1945年、リンガエン湾上陸（1月6日 - 1月9日）からルソン島の戦い（1945年1月6日 - 8月15日）を開始した。

## 地理
北部にラ・ウニョン州、コルディリェラ行政地域（Cordillera Administrative Region, CAR）のベンゲット州、東部にカガヤン・バレー地方（Cagayan Valley, Region II）のヌエヴァ・ヴィスカヤ州と中部ルソン地方（Central Luzon, Region III）のヌエヴァ・エシハ州、南部にタルラック州とサンバレス州に接している。西は南シナ海、北西にリンガエン湾（州都リンガエンが湾の名前にもなっている）を臨む。
主要都市はダグパン市。

## 住民
主な民族はパンガシナン族である。